# Franz Leopold von Funcke
Franz Leopold von Funcke (* 10. November 1790 in Teuchern; † 20. April 1854 in Burgwerben) war ein Kreisdeputierter der Provinz Sachsen und Erb-, Lehn- und Gerichtsherr auf Burgwerben. Seinen Ausspruch von 1844 zur Schlacht bei Roßbach trägt eine dortige Gedenkstele.

## Leben

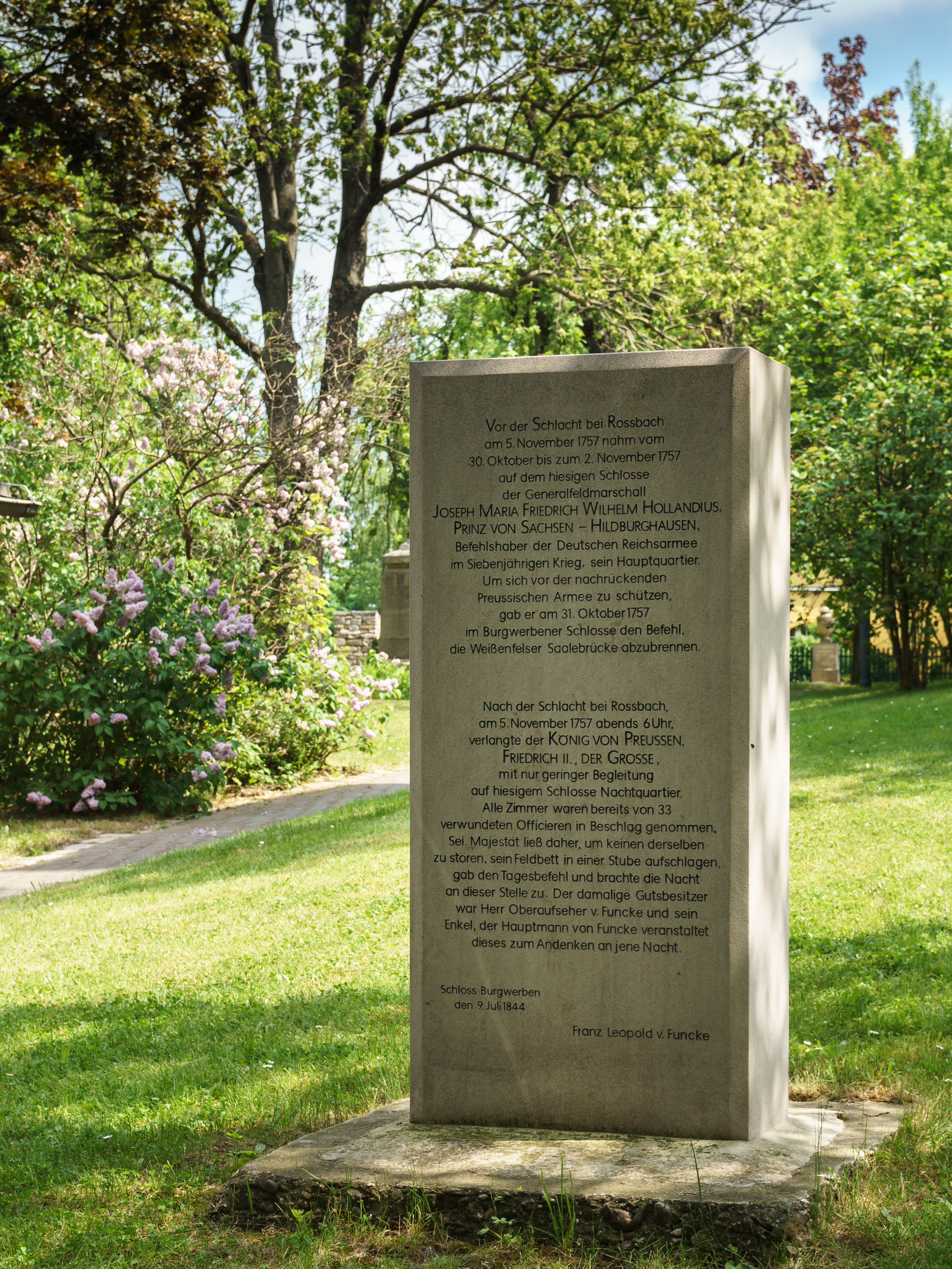
Gedenkstele mit Funckes Spruch von 1844

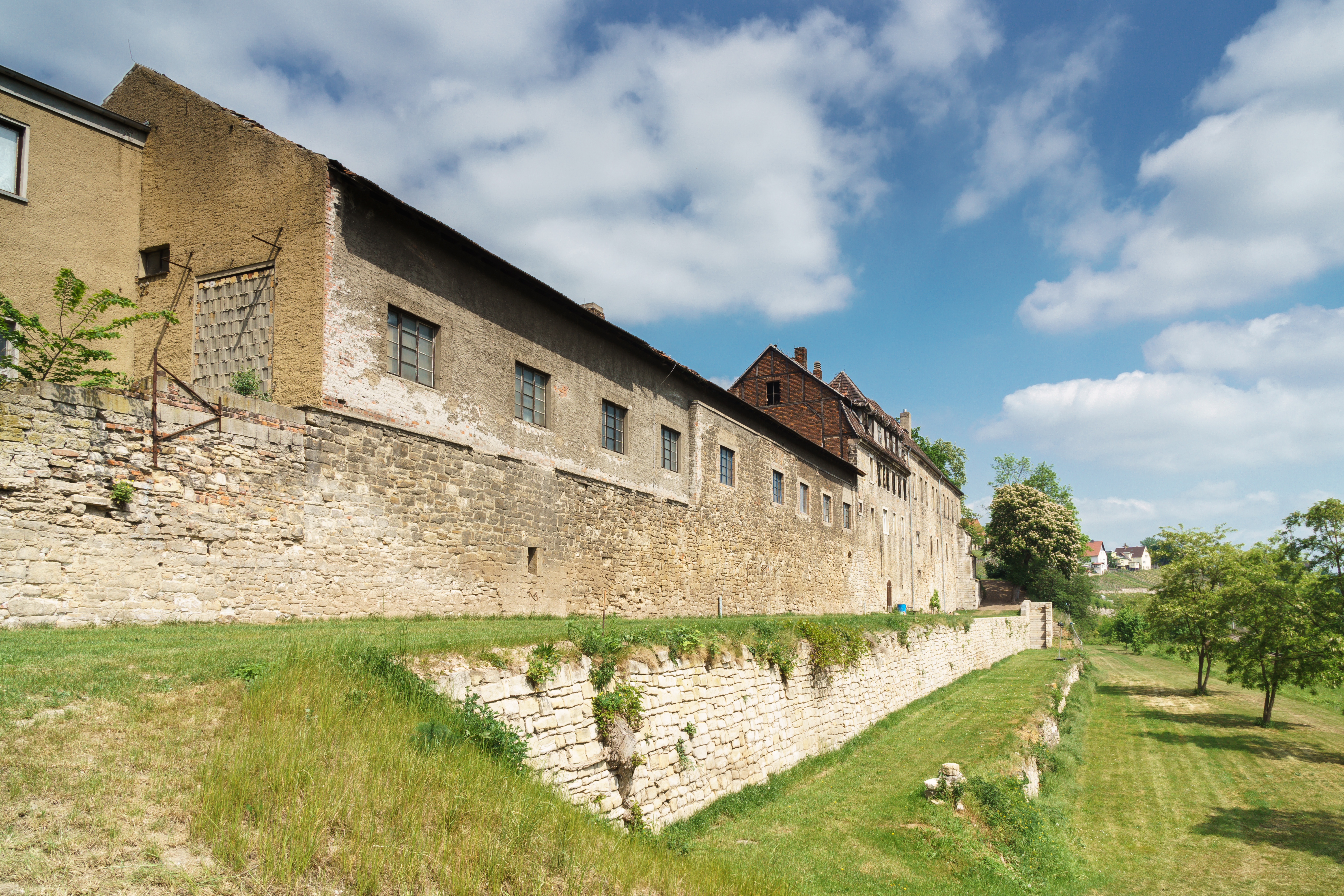
Rittergut Burgwerben

Patronatskirche Burgwerben

Er stammte aus der in den Reichsadelsstand erhobenen Familie Funcke und war der dritte Sohn des kursächsischen Premier-Leutnants der Kavallerie Ferdinand Wilhelm Heinrich von Funcke (* 7. Dezember 1753 in Burgwerben; † 25. März 1836 ebenda) und dessen Ehefrau Luise geborene Freiin von Richter (* 31. Dezember 1769 in Erfurt; † 14. Oktober 1844 in Naumburg (Saale)). Sein Vater war Erb-, Lehn- und Gerichtsherr auf Teuchern, Burgwerben, Markkleeberg und Schafstädt. Er erhielt Privatunterricht. Danach besuchte er die Fürstenschule in Pforta. Wie sein Vater trat er in den Dienst der sächsischen Armee und blieb dort auch, nachdem das Rittergut Burgwerben durch den Wiener Kongress 1815 an das Königreich Preußen gefallen war. 1827 schied er als Hauptmann aus dem sächsischen Militärdienst aus.
1824 heiratete er im Alter von 34 Jahren in Gröbern bei Meißen Henriette Charlotte von Tiling (1804–1881), Tochter des sächsischen Majors Ernst August Friedrich von Tiling. Ihr gemeinsamer Sohn Curt von Funcke wurde Herr auf Stahmeln.
Nachdem der Erste Deputierte des preußischen Kreises Weißenfels, der Rittergutsbesitzer von Schkölen, sein Amt niedergelegt hatte und der bisherige Zweite Kreisdeputierte auf diese Stelle aufrückte, wurde Funcke im September 1838 Zweiter Deputierter des Kreises Weißenfels auf dem Provinziallandtag der Provinz Sachsen. Gleichzeitig war er als Mitglied des Kreisstandes der Ritterschaft zur Wahl des Landrats von Weißenfels berechtigt.
Bis 1843 war er Kreis-Feuer-Societäts-Direktor des Weißenfelser Kreises und überließ dieses Amt dann dem Freiherren von Danckelmann auf Meyhen.
1844 ließ er die Erinnerung, dass in einer Stube des Schlosses Burgwerben der Preußenkönig Friedrich II. nach der Schlacht von Roßbach am 5. November 1757 provisorisch sein Feldbett aufstellen ließ, wiederaufleben. Heute erinnert die nordwestlich der Kirche von Burgwerben befindliche Gedenkstele mit Funckes Spruch von 1844 daran.
Im Zuge der Revolutionen 1848/1849 verlor er die Patrimonialgerichtsbarkeit über Burgwerben, behielt aber die Gutsherrschaft sowie das Kirchen- und Schulpatronat. So stiftete er kurz vor seinem Tod 1852 der dortigen Kirche eine neue Altar- und Taufsteinbekleidung.